# Внешняя политика Черногории
На референдуме 21 мая 2006 года народ Черногории проголосовал за выход из Государственного союза Сербии и Черногории. Это было подтверждено Декларацией о независимости парламентом Черногории 3 июня 2006 года. Парламент одновременно просил международного признания и наметил внешнеполитические цели государства.
Среди первостепенных внешнеполитических задач, провозглашённых в декларации парламентом 3 июня 2006 года, — вступление в ООН (что произошло 28 июня 2006 года), интеграция в ЕС и НАТО.
Россия заявила о признании Черногории 11 июня, Совет Европейского союза — 12 июня, так же как и США. Великобритания заявила о признании 13 июня, а два остальных постоянных члена СБ ООН — Китай и Франция — 14 июня.
30 ноября 2006 года правительство приняло Меморандум о Соглашении между Правительствами Республики Черногории и Республики Сербии по консульской защиты и услуг для граждан Черногории. По этому соглашению Республика Сербия через свою сеть дипломатических и консульских миссий предоставляет консульские услуги для черногорских граждан на территории государств, в которых Черногория не имеет представительств.
В октябре 2008 года Черногория официально признала независимость Косова.
28 апреля 2017 парламент страны ратифицировал соглашение о присоединении к НАТО. 5 июня 2017 года Черногория официально стала членом НАТО.

## Государства, признавшие независимость Черногории

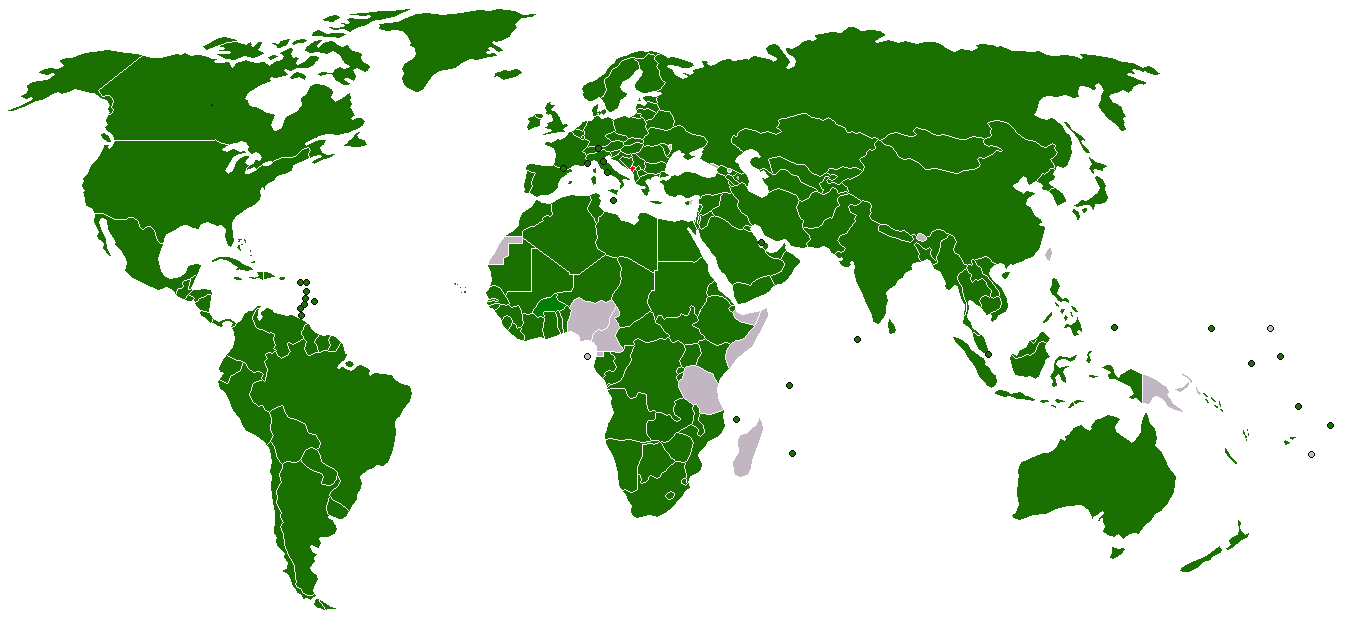
Государства, признавшие независимость Черногории и установившие с ней дипломатические отношения
Государства, только признавшие независимость Черногории

В настоящее время Черногория признана независимым государством со стороны 182 международно-признанных государств. Она поддерживает дипломатические отношения с частично признанными Государством Палестина и Республикой Косово, а также с Евросоюзом и Мальтийским орденом. Ниже приведён список государств в порядке признания независимости и/или установления дипломатических отношений с Черногорией.

### Суверенные государства
| №   | Государство                   | Дата признания   | Дата установления дипломатических отношений |
| --- | ----------------------------- | ---------------- | ------------------------------------------- |
| 1   | Исландия                      | 8 июня 2006      | 26 сентября 2006                            |
| 2   | Швейцария                     | 9 июня 2006      | 5 июля 2006                                 |
| 3   | Гвинея-Бисау                  | 9 июня 2006      | 29 июня 2006                                |
| 4   | Россия                        | 10 июня 2006     | 26 июня 2006                                |
| 5   | Болгария1                     | 12 июня 2006     | 2 августа 2006                              |
| 6   | Хорватия1                     | 12 июня 2006     | 7 июля 2006                                 |
| 7   | Северная Македония            | 12 июня 2006     | 14 июня 2006                                |
| 8   | Эстония1                      | 12 июня 2006     | 13 июня 2006                                |
| 9   | Латвия1                       | 12 июня 2006     | 19 июня 2006                                |
| 10  | Австрия1                      | 12 июня 2006     | 12 июля 2006                                |
| 11  | Турция                        | 12 июня 2006     | 3 июля 2006                                 |
| 12  | Мальта1                       | 12 июня 2006     | 19 июля 2006                                |
| 13  | Венгрия1                      | 12 июня 2006     | 14 июня 2006                                |
| 14  | Чехия1                        | 12 июня 2006     | 15 июня 2006                                |
| 15  | США                           | 12 июня 2006     | 7 августа 2006                              |
| 16  | Великобритания1               | 13 июня 2006     | 13 июня 2006                                |
| 17  | Канада                        | 13 июня 2006     | 5 сентября 2006                             |
| 18  | Румыния1                      | 13 июня 2006     | 9 августа 2006                              |
| 19  | Словакия1                     | 13 июня 2006     | 25 июля 2006                                |
| 20  | Греция1                       | 13 июня 2006     | 18 декабря 2006                             |
| 21  | Люксембург1                   | 13 июня 2006     | 21 сентября 2006                            |
| 22  | Франция1                      | 13 июня 2006     | 13 июня 2006                                |
| 23  | Израиль                       | 13 июня 2006     | 12 июля 2006                                |
| 24  | Сингапур                      | 14 июня 2006     | 30 июня 2006                                |
| 25  | Швеция1                       | 14 июня 2006     | 26 июня 2006                                |
| 26  | Китай                         | 14 июня 2006     | 6 июля 2006                                 |
| 27  | Италия1                       | 14 июня 2006     | 14 июня 2006                                |
| 28  | Армения                       | 14 июня 2006     | 7 ноября 2006                               |
| 29  | Германия1                     | 14 июня 2006     | 14 июня 2006                                |
| 30  | Бразилия                      | 14 июня 2006     | 20 октября 2006                             |
| 31  | Дания1                        | 15 июня 2006     | 15 июня 2006                                |
| 32  | Сербия                        | 15 июня 2006     | 22 июня 2006                                |
| 33  | Япония                        | 16 июня 2006     | 24 июля 2006                                |
| 34  | Норвегия                      | 16 июня 2006     | 21 июня 2006                                |
| 35  | Испания1                      | 16 июня 2006     | 12 декабря 2006                             |
| 36  | Кипр1                         | 16 июня 2006     | 12 марта 2007                               |
| 37  | Нидерланды1                   | 16 июня 2006     | 8 сентября 2006                             |
| 38  | Андорра                       | 16 июня 2006     | 28 июля 2006                                |
| 39  | Бахрейн                       | 18 июня 2006     | 25 сентября 2009                            |
| 40  | Мексика                       | 19 июня 2006     | 5 июня 2007                                 |
| 41  | Португалия1                   | 19 июня 2006     | 17 мая 2007                                 |
| 42  | Украина                       | 19 июня 2006     | 22 августа 2006                             |
| 43  | ДР Конго                      | 19 июня 2006     | 22 сентября 2010                            |
| 44  | Ватикан / Святой Престол      | 19 июня 2006     | 16 декабря 2006                             |
| 45  | Алжир                         | 20 июня 2006     | 24 сентября 2007                            |
| 46  | Словения1                     | 20 июня 2006     | 21 июня 2006                                |
| 47  | Ирландия1                     | 20 июня 2006     | 20 июня 2006                                |
| 48  | Таджикистан                   | 20 июня 2006     | 23 августа 2006                             |
| 49  | Польша1                       | 20 июня 2006     | 14 августа 2006                             |
| 50  | Босния и Герцеговина          | 21 июня 2006     | 14 сентября 2006                            |
| 51  | Республика Корея              | 21 июня 2006     | 4 сентября 2006                             |
| 52  | Лихтенштейн                   | 21 июня 2006     | 26 марта 2007                               |
| 53  | Молдова                       | 21 июня 2006     | 9 марта 2007                                |
| 54  | Беларусь                      | 21 июня 2006     | 8 августа 2006                              |
| 55  | КНДР                          | 21 июня 2006     | 16 августа 2007                             |
| 56  | Литва1                        | 22 июня 2006     | 18 июля 2006                                |
| 57  | Ливия                         | 22 июня 2006     | 9 февраля 2011                              |
| 58  | Бельгия1                      | 23 июня 2006     | 25 июля 2006                                |
| 59  | Аргентина                     | 23 июня 2006     | 13 сентября 2006                            |
| 60  | Сан-Марино                    | 23 июня 2006     | 29 марта 2007                               |
| 61  | Австралия                     | 27 июня 2006     | 1 сентября 2006                             |
| 62  | Чили                          | 27 июня 2006     | 24 июля 2006                                |
| 63  | Вьетнам                       | 28 июня 2006     | 4 августа 2006                              |
| 64  | Самоа                         | 28 июня 2006     | 28 января 2011                              |
| 65  | Финляндия1                    | 29 июня 2006     | 12 июля 2006                                |
| 66  | Камбоджа                      | 29 июня 2006     | 12 октября 2009                             |
| 67  | Марокко                       | 30 июня 2006     | 8 сентября 2009                             |
| 68  | Пакистан                      | 30 июня 2006     | 23 октября 2006                             |
| 69  | Перу                          | 3 июля 2006      | 12 сентября 2006                            |
| 70  | Куба                          | 5 июля 2006      | 20 октября 2006                             |
| 71  | ЮАР                           | 6 июля 2006      | 11 октября 2006                             |
| 72  | Иран                          | 7 июля 2006      | 28 июля 2006                                |
| 73  | Албания                       | 12 июля 2006     | 1 августа 2006                              |
| 74  | Сейшельские Острова           | 13 июля 2006     | 19 мая 2010                                 |
| 75  | Новая Зеландия                | 17 июля 2006     | 17 июля 2006                                |
| 76  | Тунис                         | 20 июля 2006     | 7 марта 2007                                |
| 77  | Судан                         | 20 июля 2006     | 31 октября 2006                             |
| 78  | Индонезия                     | 24 июля 2006     | 21 сентября 2011                            |
| 79  | Азербайджан                   | 24 июля 2006     | 24 апреля 2008                              |
| 80  | Казахстан                     | 25 июля 2006     | 16 января 2007                              |
| 81  | Туркменистан                  | 25 июля 2006     | декабрь 2008 или 26 ноября 2008             |
| 82  | Малайзия                      | 25 июля 2006     | 17 августа 2006                             |
| 83  | Индия                         | 2 августа 2006   | 2 августа 2006                              |
| 84  | Лаос                          | 10 августа 2006  | 4 февраля 2010                              |
| 85  | Афганистан                    | 10 августа 2006  | 21 сентября 2010                            |
| 86  | Таиланд                       | 16 августа 2006  | 6 июня 2007                                 |
| 87  | Бруней                        | 19 августа 2006  | 19 января 2010                              |
| 88  | Ирак                          | 23 августа 2006  | 30 декабря 2010                             |
| 89  | Сирия                         | август 2006      | 30 октября 2008                             |
| 90  | Панама                        | 25 августа 2006  | 9 мая 2008                                  |
| 91  | Суринам                       | 1 сентября 2006  | 14 мая 2010                                 |
| 92  | Катар                         | 26 сентября 2006 | 16 ноября 2006                              |
| 93  | Гватемала                     | 27 сентября 2006 | 27 сентября 2006                            |
| 94  | Египет                        | 27 сентября 2006 | 27 сентября 2006                            |
| 95  | Гвинея                        | 4 октября 2006   | 17 ноября 2006                              |
| 96  | Оман                          | 6 октября 2006   | 11 апреля 2007                              |
| 97  | Мьянма                        | 10 октября 2006  | 27 ноября 2006                              |
| 98  | Монголия                      | 30 ноября 2006   | 30 ноября 2006                              |
| 99  | Узбекистан                    | 19 декабря 2006  | 19 декабря 2006                             |
| 100 | Бангладеш                     | 2 марта 2007     | 2 марта 2007                                |
| 101 | Коста-Рика                    | 24 мая 2007      | 24 мая 2007                                 |
| 102 | Парагвай                      | 5 июня 2007      | 5 июня 2007                                 |
| 103 | Намибия                       | 6 сентября 2007  | 16 ноября 2009                              |
| 104 | Монако                        | 17 октября 2007  | 17 октября 2007                             |
| 105 | Грузия                        | 29 октября 2007  | 29 октября 2007                             |
| 106 | Эритрея                       | 18 марта 2008    | 18 марта 2008                               |
| 107 | ОАЭ                           | 4 апреля 2008    | 4 апреля 2008                               |
| 108 | Уругвай                       | 1 декабря 2008   | 25 февраля 2009                             |
| 109 | Ливан                         | 4 декабря 2008   | 4 декабря 2008                              |
| 110 | Доминиканская Республика      | 10 марта 2009    | 10 марта 2009                               |
| 111 | Кыргызстан                    | 24 июня 2009     | 24 июня 2009                                |
| 112 | Того                          | 10 сентября 2009 | 21 декабря 2012                             |
| 113 | Эквадор                       | 26 сентября 2009 | 26 сентября 2009                            |
| 114 | Филиппины                     | 26 сентября 2009 | 26 сентября 2009                            |
| 115 | Никарагуа                     | 26 сентября 2009 | 26 сентября 2009                            |
| 116 | Колумбия                      | 30 сентября 2009 | 12 августа 2011                             |
| 117 | Мальдивы                      | 11 октября 2009  | 26 ноября 2009                              |
| 118 | Мозамбик                      | 17 ноября 2009   | 27 мая 2010                                 |
| 119 | Ангола                        | 21 декабря 2009  | 21 декабря 2009                             |
| 120 | Мавритания                    | 21 декабря 2009  | 21 декабря 2009                             |
| 121 | Иордания                      | 19 мая 2010      | 19 мая 2010                                 |
| 122 | Фиджи                         | 15 июня 2010     | 15 июня 2010                                |
| 123 | Замбия                        | 29 июня 2010     | 29 июня 2010                                |
| 124 | Гондурас                      | 8 июля 2010      | 8 июля 2010                                 |
| 125 | Ботсвана                      | 16 июля 2010     | 16 июля 2010                                |
| 126 | Кувейт                        | 27 июля 2010     | 27 июля 2010                                |
| 127 | Сенегал                       | 22 сентября 2010 | 22 сентября 2010                            |
| 128 | Сент-Люсия                    | 25 сентября 2010 | 25 сентября 2010                            |
| 129 | Восточный Тимор               | 25 сентября 2010 | 25 сентября 2010                            |
| 130 | Боливия                       | 18 октября 2010  | 18 октября 2010                             |
| 131 | Сент-Винсент и Гренадины      | 8 ноября 2010    | 8 ноября 2010                               |
| 132 | Ямайка                        | 12 ноября 2010   | 12 ноября 2010                              |
| 133 | Зимбабве                      | 22 ноября 2010   | 22 ноября 2010                              |
| 134 | Кабо-Верде                    | 17 декабря 2010  | 17 декабря 2010                             |
| 135 | Соломоновы Острова            | 23 декабря 2010  | 23 декабря 2010                             |
| 136 | Науру                         | 25 января 2011   | 25 января 2011                              |
| 137 | Республика Конго              | 1 февраля 2011   | 1 февраля 2011                              |
| 138 | Коморы                        | 9 февраля 2011   | 9 февраля 2011                              |
| 139 | Доминика                      | 25 февраля 2011  | 25 февраля 2011                             |
| 140 | Шри-Ланка                     | 4 апреля 2011    | 4 апреля 2011                               |
| 141 | Антигуа и Барбуда             | 11 апреля 2011   | 11 апреля 2011                              |
| 142 | Тринидад и Тобаго             | 15 апреля 2011   | 15 апреля 2011                              |
| 143 | Тувалу                        | 4 мая 2011       | 4 мая 2011                                  |
| 144 | Эфиопия                       | 10 июня 2011     | 10 июня 2011                                |
| 145 | Уганда                        | 14 июля 2011     | 14 июля 2011                                |
| 146 | Непал                         | 18 июля 2011     | 18 июля 2011                                |
| 147 | Бенин                         | 15 сентября 2011 | 15 сентября 2011                            |
| 148 | Саудовская Аравия             | 16 сентября 2011 | 16 сентября 2011                            |
| 149 | Малави                        | 16 сентября 2011 | 16 сентября 2011                            |
| 150 | Гайана                        | 19 сентября 2011 | 19 сентября 2011                            |
| 151 | Кения                         | 6 октября 2011   | 6 октября 2011                              |
| 152 | Джибути                       | 6 октября 2011   | 6 октября 2011                              |
| 153 | Южный Судан                   | 21 ноября 2011   | 21 ноября 2011                              |
| 154 | Буркина-Фасо                  | 21 декабря 2011  | 21 декабря 2011                             |
| 155 | Мали                          | 10 апреля 2012   | 10 апреля 2012                              |
| 156 | Гамбия                        | 16 августа 2012  | 16 августа 2012                             |
| 157 | Бурунди                       | 17 августа 2012  | 17 августа 2012                             |
| 158 | Гана                          | 20 сентября 2012 | 20 сентября 2012                            |
| 159 | Маврикий                      | 27 сентября 2012 | 27 сентября 2012                            |
| 160 | Гаити                         | 17 октября 2012  | 17 октября 2012                             |
| 161 | Сент-Китс и Невис             | 23 октября 2012  | 23 октября 2012                             |
| 162 | Габон                         | 12 ноября 2012   | 12 ноября 2012                              |
| 163 | Свазиленд                     | 27 февраля 2013  | 27 февраля 2013                             |
| 164 | Руанда                        | 14 апреля 2013   | 14 апреля 2013                              |
| 165 | Федеративные Штаты Микронезии | 10 сентября 2013 | 10 сентября 2013                            |
| 166 | Лесото                        | 23 сентября 2013 | 23 сентября 2013                            |
| 167 | Палау                         | 25 сентября 2013 | 25 сентября 2013                            |
| 168 | Вануату                       | 26 сентября 2013 | 26 сентября 2013                            |
| 169 | Сальвадор                     | 28 сентября 2013 | 28 сентября 2013                            |
| 170 | Йемен                         | 28 сентября 2013 | 28 сентября 2013                            |
| 171 | Кирибати                      | 14 января 2014   | 14 января 2014                              |
| 172 | Гренада                       | 17 марта 2014    | 17 марта 2014                               |
| 173 | Либерия                       | 8 апреля 2014    | 8 апреля 2014                               |
| 174 | Венесуэла                     | 4 сентября 2014  | 4 сентября 2014                             |
| 175 | Нигер                         | 15 сентября 2014 | 15 сентября 2014                            |
| 176 | Сьерра-Леоне                  | 8 октября 2014   | 8 октября 2014                              |
| 177 | Кот-д’Ивуар                   | 30 октября 2014  | 30 октября 2014                             |
| 178 | Чад                           | 20 марта 2015    | 20 марта 2015                               |
| 179 | ЦАР                           | 2 апреля 2015    | 2 апреля 2015                               |
| 180 | Багамские Острова             | 6 сентября 2017  | 6 сентября 2017                             |
| 181 | Белиз                         | 6 сентября 2017  | 6 сентября 2017                             |
| 182 | Барбадос                      | 19 февраля 2020  | 20 февраля 2020                             |
| 1   | Европейский союз              | 12 июня 2006     | 2006                                        |

### Частично признанные государства
| № | Государство           | Дата признания | Дата установления дипломатических отношений |
| - | --------------------- | -------------- | ------------------------------------------- |
| 1 | Мальтийский орден     | 30 июня 2006   | 5 сентября 2006                             |
| 2 | Государство Палестина | 24 июля 2006   | 1 августа 2006                              |
| 3 | Косово                | 15 января 2010 | 15 января 2010                              |

Notes:
↑ : Государства — член ЕС.

Черногория не имеет дипломатические отношения со следующими государствами:
- Камерун, Мадагаскар, Нигерия, Сан-Томе и Принсипи, Сомали, Танзания, Экваториальная Гвинея,
- Бутан,
- Маршалловы Острова, Папуа-Новая Гвинея, Тонга.

Непризнанные и частично признанные государства, не имеющие дипломатические отношения с Черногорией:
- Абхазия, Турецкая Республика Северного Кипра, Сахарская Арабская Демократическая Республика, Сомалиленд, Южная Осетия, Китайская Республика (Тайвань), Приднестровье.

### Международные организации
| Организация      | Примечания |
| ---------------- | --- |
| ООН              | 28 июня 2006 года Черногория официально вступила в ООН. Тем не менее на данный момент 11 государств — членов ООН не признали независимость Черногории или не установили с ней дипломатические отношения. Государства — члены (181/193) Наблюдатели (3/3) Не считая самой Черногории          |
| Европейский союз | После провозглашения независимости большинство стран — членов ЕС в течение нескольких дней официально признала независимость. Последним государством была Финляндия, признавшая независимость Черногории 29 июня 2006 года. На данный момент Черногория имеет статус кандидата в члены в ЕС. |
| НАТО             | Все государства — члены НАТО официально признали независимость Черногории и установили с ней дипломатические отношения. 28 апреля 2017 парламент Черногории ратифицировал соглашение о присоединении страны к НАТО. 5 июня 2017 года Черногория официально вступила в НАТО.                  |

## Двусторонние отношения с субъектами международного права

### Россия
По мнению наблюдателей, Москва недовольна вступлением Черногории в НАТО. Вскоре после голосования в парламенте Черногории Мария Захарова заявила, что российский МИД «фиксирует всплеск антироссийской истерии и рост негативного отношения к российскому бизнесу и нашим соотечественникам».

### ЕС
15 октября 2007 года было подписано Соглашение о стабилизации и ассоциации с ЕС. В 2010 году Черногория получила официальный статус страны —кандидата на вступление в ЕС. С тех пор страна приводит своё законодательство в соответствии с требованиями Евросоюза.
В опубликованной в феврале 2018 года стратегии ЕС отмечалось, что Черногория с Сербией являются фаворитами, которые могут быть «потенциально готовы» к вступлению в ЕС в 2025 году.

### НАТО
Черногория подала заявку на «План действий по членству» 5 ноября 2008 года, который был предоставлен в декабре 2009 года. Черногория также начала полноправное членство в Адриатической хартии кандидатов в НАТО в мае 2009 года. 2 декабря 2015 года НАТО официально пригласила Черногорию присоединиться к альянсу, переговоры завершились в мае 2016 года.
28 апреля 2017 года парламент Черногории на торжественном заседании, прошедшем в исторической столице страны — Цетине, 46 голосами из 81 проголосовал за вступление в НАТО. Президент Черногории Филип Вуянович прокомментировал это событие следующим образом:
Сегодняшним историческим решением в Цетине Черногория получает новые многочисленные возможности, но прежде всего условия для своего вечного существования.
12 мая 2017 года все члены НАТО ратифицировали подписанный 19 мая 2016 года протокол о вступлении Черногории в альянс.
5 июня 2017 года Черногория официально стала членом НАТО.